# Zakrzów (województwo łódzkie)
Zakrzów – wieś w Polsce, położona w województwie łódzkim, w powiecie opoczyńskim, w gminie Białaczów.
| SIMC    | Nazwa    | Rodzaj    |
| ------- | -------- | --------- |
| 0536775 | Małachów | część wsi |

W latach 1975–1998 wieś należała administracyjnie do województwa piotrkowskiego.
We wsi urodził się ks. prof. Henryk Karbownik (1927–1999), historyk prawa i kanonista, profesor Katolickiego Uniwersytetu Lubelskiego.
Wierni kościoła rzymskokatolickiego należą do parafii św. Jana Chrzciciela w Białaczowie.